# エキソ-ポリ-α-ガラクツロノシダーゼ
エキソ-ポリ-α-ガラクツロノシダーゼ(Exo-poly-alpha-galacturonosidase, EC 3.2.1.82)は、系統名をポリ((1->4)-α-D-ガラクトースイズロン酸)ジガラクツロノヒドロラーゼ(poly((1->4)-alpha-D-galactosiduronate) digalacturonohydrolase)という酵素である。以下の化学反応を触媒する。
非還元末端のペクチン酸を加水分解し、ジガラクツロン酸を遊離させる。